# 吉姆·帕爾默
詹姆斯·艾爾文·帕爾默（英語：James Alvin Palmer，1945年10月15日—），綽號「蛋糕」，為美國職棒大聯盟的投手。生涯19年皆效力於巴爾的摩金鶯。帕爾默可說是1970年代的強投，他在這10年間拿下186勝。他曾經8次拿下單季至少20勝，3次賽揚獎和4次金手套獎。生涯268勝是金鶯隊史勝投王，而他職業生涯也未曾被敲出任何一支滿貫全壘打。

## 職業生涯

### 1960年代
1965年4月17日，帕爾默登上大聯盟。他在5月16日拿下大聯盟首勝，而且還在那場比賽敲出全壘打。1966年，帕爾默進入了金鶯隊的先發輪值內。這年法蘭克·羅賓森拿下賽季MVP以及打擊三冠王，金鶯隊也順利闖進世界大賽。帕爾默在世界大賽第二場擔任先發，而他也順利擊敗道奇隊的山迪·柯法斯拿下完封勝。而金鶯隊也靠著強大的投手群讓道奇隊在整個系列賽只得2分，金鶯隊投手寫下的世界大賽連33.1局無失分至今仍是世界大賽紀錄。
接下來兩年，帕爾默受手傷所苦，出賽場次減少，且表現也很不穩定。1968年球季結束後，他還一度被球隊放進讓渡名單內。
1969年，帕爾默傷癒回歸。8月13日，他投出了個人生涯第一場無安打比賽。最後他拿下16勝4敗，防禦率2.34。金鶯隊也靠著兩位20勝的強投Dave McNally和Mike Cuellar一路闖進世界大賽，帕爾默也在第3場比賽先發，不過吞下敗仗。最後金鶯隊1勝4敗輸給大都會。

### 1970年代
1970年和1971年，帕爾默、McNally和Cuellar都拿下單季20勝。1971年，金鶯的第四位投手帕特·道布森拿下20勝8敗，金鶯隊也成為繼1920年的白襪隊後，第一支有四位投手同年拿下單季20勝的球隊。可惜金鶯在世界大賽與海盜鏖戰七場比賽後落敗。
1972年，帕爾默拿下21勝。1973年，他更是拿下22勝9敗，防禦率2.40。這年他也拿下了個人首座賽揚獎。1974年，帕爾默因為手肘出現傷勢停機8週，他還一度先發吞下7連敗。後來他被診斷出罹患尺神經炎，經過冷熱療法後，帕爾默於8月回到球場上。最後他只拿下7勝12敗。
1975年，帕爾默再迎來職業生涯的巔峰。這年他拿下23勝，其中10場比賽完封勝，防禦率僅2.09。他一整年的被打擊率只有2成16。隔年他拿下22勝13敗，防禦率2.51。帕爾默也都贏得了這兩年的賽揚獎，使得他在4年內拿下了3次賽揚獎。1976年，他還拿下了生涯首座金手套獎。
1977年和1978年，帕爾默分別拿下20勝和21勝。1970年至1978年間，帕爾默只有在1974年沒能達成單季20勝過。而這幾年間他平均一年可以投出17至25場完投。

### 1980年代
接下來的6個球季，帕爾默受到許多大大小小傷勢的困擾。其中他因為過度投球造成手臂疲勞。1983年世界大賽，帕爾默以後援投手身分拿下職業生涯的最後一勝。他也在這年拿下個人的最後一座冠軍。
帕爾默在1966年、1970年和1983年的世界大賽皆有勝投記錄。而他也是1983年奪冠成員中，唯一一位在1970年拿下冠軍的球員。
1984年，帕爾默在被金鶯釋出後宣布退休，他也在1990年入選名人堂。

### 嘗試復出
1991年，帕爾默曾嘗試於金鶯隊東山再起。那一年他還參加了球隊春訓，不過他在主投2局被敲出5支安打失2分後便宣布永久退休。帕爾默後來也說到因為他發現自己的身體已經無法回復到年輕時的狀態，所以決定退休。最後他在大聯盟拿下268勝152敗，防禦率2.86。

### 紀念

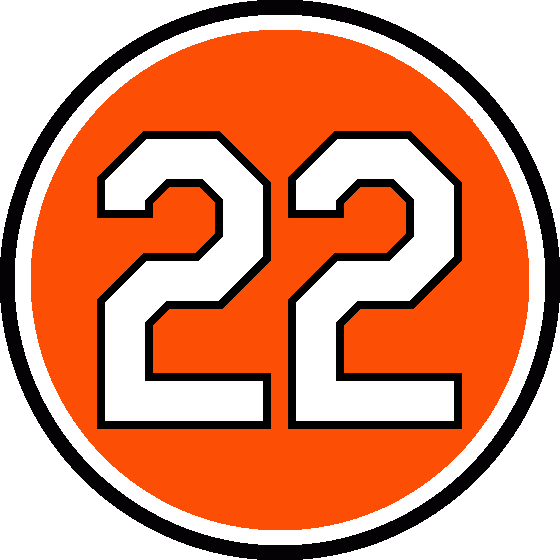
1985年，金鶯隊將帕爾默的22號球衣退休。

帕爾默是唯一一位在3個年代(1960年代、1970年代、1980年代)的世界大賽皆拿下勝投過的投手。他在19年的職業生涯出賽575場比賽(包含17場季後賽出賽)從未被敲出過任何一支滿貫全壘打。生涯防禦率2.856也是活球年代以來最低的紀錄。2010年，Mike Cuellar去世，帕爾默也成為1971年金鶯四巨投唯一一位在世的球員。總計他生涯一共入選過6次明星賽、3次賽揚獎和4次金手套獎。
1999年，The Sporting News將帕爾默評選為美國棒球百大球星的第64名。另外他也被提名至美國職棒大聯盟世紀明星隊的最終決選名單。

## 個人生活
帕爾默在1964年結婚，並育有2女。後來他於2007年再婚，而對方有一名患有自閉症的兒子。

## 生涯投球數據
| 勝投 | 敗投 | 防禦率 | 出賽場次 | 先發 | 完投 | 完封 | 投球局數 | 安打 | 失分 | 自責分 | 全壘打 | 保送 | 三振 | 暴投 | 觸身球 |
| ---- | ---- | ------ | -------- | ---- | ---- | ---- | -------- | ---- | ---- | ------ | ------ | ---- | ---- | ---- | ------ |
| 268  | 152  | 2.86   | 558      | 521  | 211  | 53   | 3948     | 3349 | 1395 | 1253   | 303    | 1311 | 2212 | 85   | 38     |

## 外部連結
- 球員資訊和成績在MLB ，ESPN ，Retrosheet ，Baseball Reference ，Baseball Reference (Minors) ，Fangraphs ，The Baseball Cube （英文）
- 吉姆·帕爾默在台灣棒球維基館上的頁面（繁體中文）

| 成就              | 成就                               | 成就                |
| ----------------- | ---------------------------------- | ------------------- |
| 前任： Don Wilson | 投出無安打比賽的投手 1969年8月13日 | 繼任： Ken Holtzman |